# 京滋奈
京滋奈（けいじな）とは、京都府と滋賀県と奈良県を併せた地域のこと、若しくは、京都府船井郡以南と滋賀県湖南地方と奈良県盆地部を併せた地域のことを指す呼び名である。

## 京都と滋賀と奈良のつながり
府県庁所在地の市長による懇談会「みやこサミット」が2012年から行われていた。

## 京都と滋賀と奈良を営業エリアとする企業
- 京都銀行
- 京都和光純薬
- 滋京奈地域人材育成協議会[2]

## 「京滋奈」を冠するもの
- 都市対抗野球大会京滋奈予選[3]